# Франклин (Техас)
Франклин (англ. Franklin) — город в США, расположенный в центральной части штата Техас (США), административный центр округа Робертсон. По данным переписи за 2010 год число жителей города составляло 1564 человека, по оценке Бюро переписи США в 2018 году в городе проживало 1976 человек.

## Географическое положение
Франклин находится в центральной части округа, его координаты: 31°01′30″ с. ш. 96°29′15″ з. д..
Согласно данным бюро переписи США, площадь города составляет около 3 км2, полностью занятых сушей.

### Транспорт
Основные автомобильные дороги города:
- US 79 (англ. U.S. Route 79).
- FM 46 (фермерская дорога штата Техас номер 46)

Ближайшие к городу аэропорты находятся в Колледж-Стейшне (аэропорт Истервуд в 45 милях) и Хьюстоне (Хьюстон Интерконтинентал в 130 милях).

## История

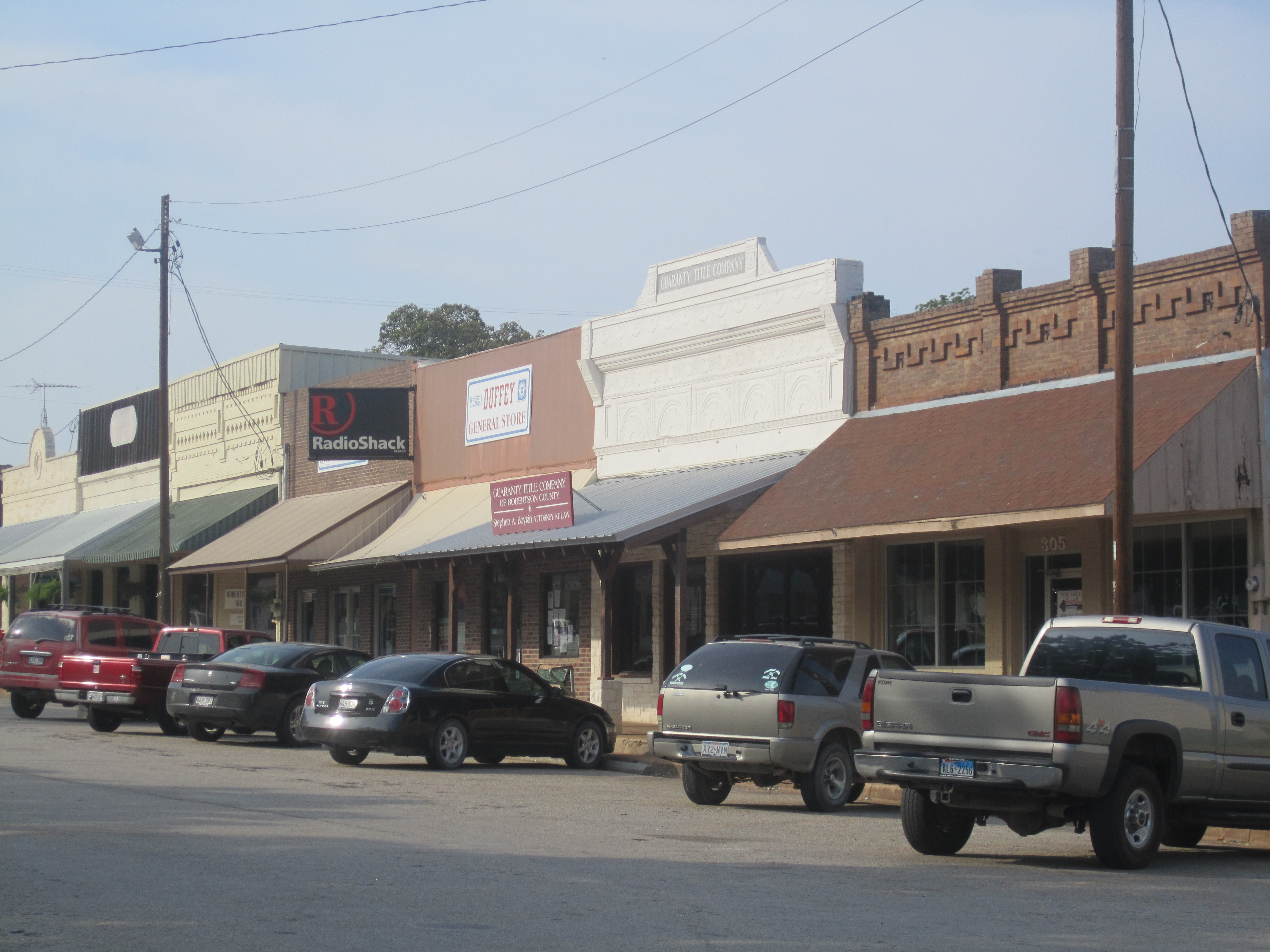
Даунтаун Франклина

В 1834 году Хью Генри получил грант на земли к югу от современного города. В 1835 году в окрестностях поселились Ско Уолкер и Стивен Итон. Большая часть территорий вблизи города принадлежала бывшему губернатору Техаса Хосе Мария Вьеска и Педро Перейра де Джизусу. В 1872 году Международная железнодорожная компания построила дорогу между реками Херн и Навасота, вдоль которой начали развиваться населённые пункты. Одной из таких деревень стал Морган, который находился на месте современного Франклина. Строительство железной дороги значительно изменило жизнь сельскохозяйственного сообщества, в посёлок переехали поселенцы. Большая часть населения была работниками железной дороги или фермерами. Морган стал административным центром округа Робертсон в 1879 году.
После того как город подал заявку на открытие почтового офиса, оказалось что в штате уже есть город Морган. Город переименовали во Франклин. Почтовый офис открылся в 1880 году. В 1882 году было построено каменное здание окружного суда. В 1905 году был открыт Первый национальный банк, а в 1913 году — Первый банк штата.

## Население
По данным переписи 2010 года население Франклина составляло 1564 человека (из них 49,9 % мужчин и 50,1 % женщин), в городе было 572 домашних хозяйства и 376 семей. На территории города было расположена 711 постройка со средней плотностью 296,3 постройки на один квадратный километр суши. Расовый состав: белые — 72,7 %, афроамериканцы — 19,3, азиаты — 0,1 %, коренные американцы — 0,3 %.
Население города по возрастному диапазону по данным переписи 2010 года распределилось следующим образом: 27,6 % — жители младше 18 лет, 4,4 % — между 18 и 21 годами, 50,9 % — от 21 до 65 лет и 17,1 % — в возрасте 65 лет и старше. Средний возраст населения — 34,6 лет. На каждые 100 женщин в Франклине приходилось 99,7 мужчин, при этом на 100 совершеннолетних женщин приходилось уже 90,1 мужчин сопоставимого возраста.
Из 572 домашних хозяйств 65,7 % представляли собой семьи: 43,9 % совместно проживающих супружеских пар (20,5 % с детьми младше 18 лет); 16,6 % — женщины, проживающие без мужей и 5,2 % — мужчины, проживающие без жён. 34,3 % не имели семьи. В среднем домашнее хозяйство ведут 2,55 человека, а средний размер семьи — 3,19 человека. В одиночестве проживали 30,1 % населения, 14,2 % составляли одинокие пожилые люди (старше 65 лет).

## Экономика
В городе находятся офисы компаний ASC, Soil Conservation и Rural Electrification.
Согласно данным пятилетнего опроса 2018 года, из 1413 человек старше 16 лет имели работу 932. При этом мужчины имели медианный доход в 45 625 долларов США в год против 26 226 долларов среднегодового дохода у женщин. В 2018 году медианный доход на семью оценивался в 44 559 $, на домашнее хозяйство — в 39 714 $. Доход на душу населения — 19 391 $ в год.